# Gominola

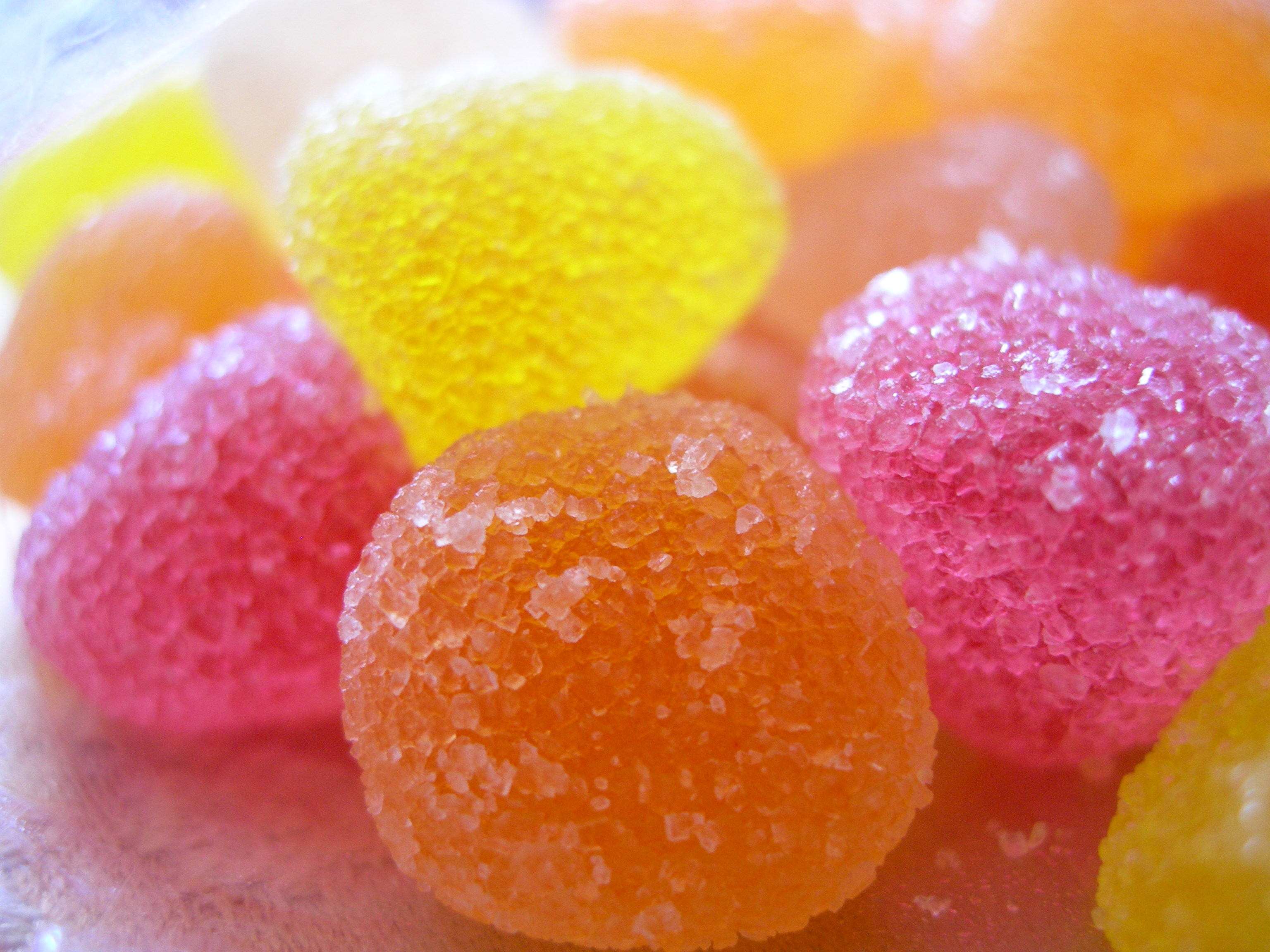
Gominoles

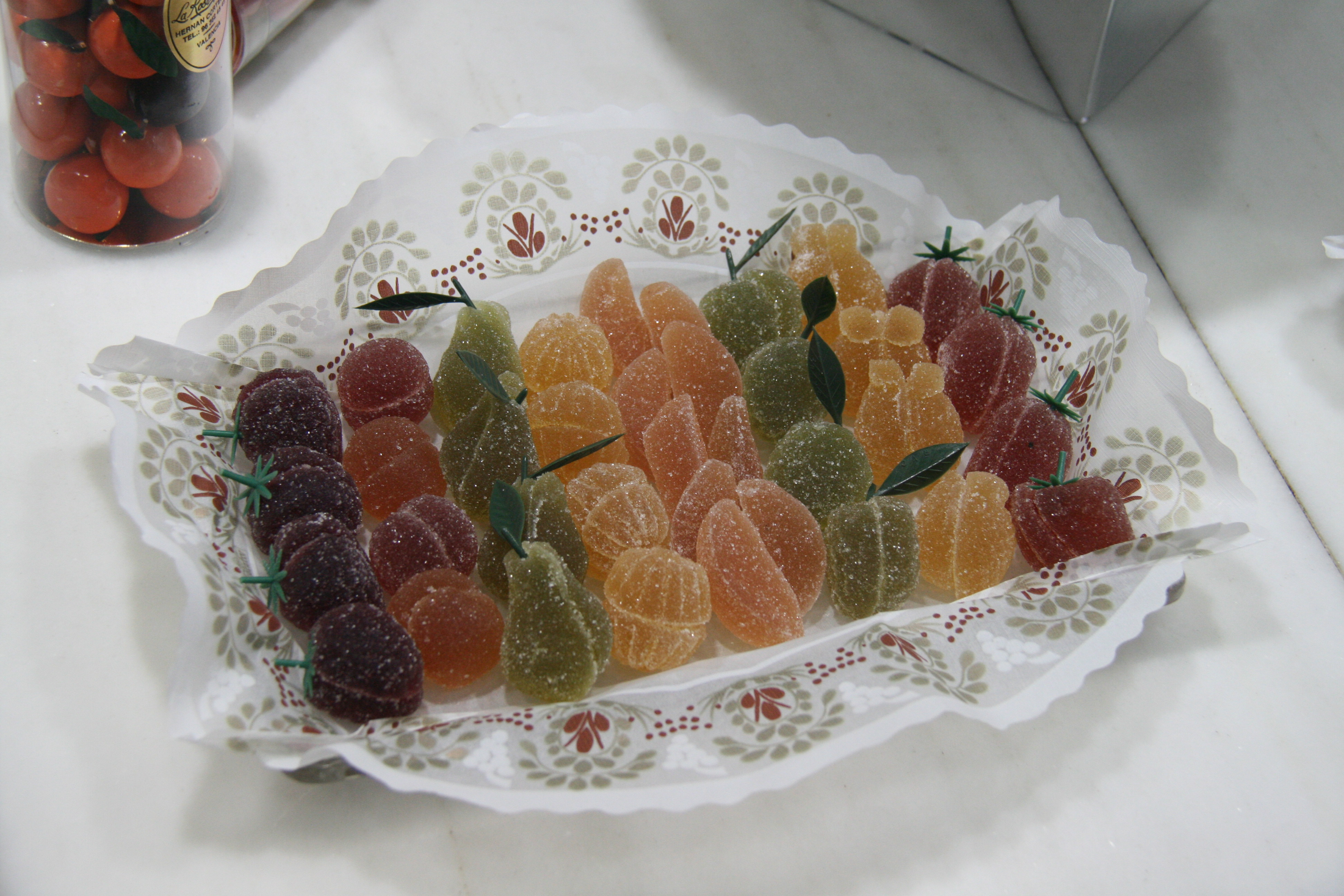
Safata de gominoles

Una gominola (gomita a Sud-amèrica o wine gum en anglès) és un tipus de caramel mastegable tou molt dolç fet amb almívar i algun gelificant, com per exemple la gelatina. Pot estar feta a partir de sucs naturals de fruites i sol estar coberta amb una capa de farina fina, sucre glas o sucre en pols, per tal que no s'enganxin unes amb les altres, ben abrillantades i amb recobriments de sucre o àcids. Tenen infinitat de formes: ossets o altres animals, ampolles de cua, anells, fruites diverses, etc. Actualment ja no es fan amb alcohol i substitueix la seva textura amb gelatina.

## Història
Charles Riley Maynard va començar el seu negoci en 1880 mitjançant la producció de confeccions en una cuina amb el seu germà Tom a Stamford Hill, Londres, mentre que la seva dona Sarah Ann servia als clients. Els dolços de Maynard van créixer de manera constant i es va iniciar com a empresa en 1896. Les gominoles es van originar l'any 1905 mitjançant el vi fermentat en una mescla en presència d'un agent gelificant (per aquesta raó es denominen en anglès: Wine gum o gomes de vi). Les de Maynard es van produir en 1909 pel seu fill Charles Gordon Maynard, qui es va prendre un temps per convèncer el seu pare, un estricte metodista abstemi, que els dolços no contenien vi.
Segons Cadbury els colors més populars són vermell i negre. El color vermell tradicionalment té sabor de gaies vermelles, maduixa o gerd al Regne Unit i de cirera als Estats Units. El color negre té sabor de riber negre. Hi ha hagut edicions limitades de gominoles només de color fosc, i més recentment una edició limitada "fruit duos" en dos colors i sabors en cada meitat de la gominola.